# Carex demissa
Carex demissa é uma espécie de planta com flor pertencente à família Cyperaceae. 
A autoridade científica da espécie é Hornem., tendo sido publicada em Flora Danica 4, pl. 1342. 1806.

## Portugal
Trata-se de uma espécie presente no território português, nomeadamente em Portugal Continental.
Em termos de naturalidade é nativa da região atrás referida.

## Protecção
Não se encontra protegida por legislação portuguesa ou da Comunidade Europeia.